# Chuyến bay 5022 của Spanair
Chuyến bay 5022 của Spanair (JK5022/JKK5022) là một chuyến bay bằng máy bay McDonnell DouglasMD-82, đăng ký là EC-HFP, đã rơi ngay sau khi cất cánh từ đường băng 36L của Sân bay Barajas vào ngày 20 tháng 8 năm 2008. Đây là chuyến bay từ Sân bay Barajas ở Madrid đến Sân bay Gran Canaria ở Gran Canaria, Tây Ban Nha. Thời gian xảy ra tai nạn là 14:45 giờ địa phương. Đây là tai nạn thảm khốc nhất của hãng Spanair (thuộc SAS Group) trong 20 năm lịch sử công ty. Đây là tai nạn chết người thứ 14 và là tai nạn thứ 24 có liên quan đến máy bay dòng MD-80. Vụ rơi máy bay này là tai nạn hàng không thảm khốc nhất Tây Ban Nha trong 25 năm. Vụ rơi này là thảm họa chuyến bay tồi tệ nhất ở Tây Âu kể từ vụ chuyến bay 522 của Helios Airways tại Hy Lạp. Người ta tin rằng tổng cộng có 153 người thiệt mạng, trong đó có sáu người chết trên đường chuyến tới bệnh viện và 1 người chết khi trải qua 1 đêm ở bệnh viện.

## Lộ trình
Chuyến bay JK5022 của hãng Spanair - dự tính bay tới Las Palmas thuộc nhóm đảo Canaria giữa cao điểm của mùa nghỉ Hè ở châu Âu - vừa mới rời khỏi mặt đất thì đổi hướng về phía bên phải, rớt và vỡ thành từng mảnh.

## Phi cơ Boeing phát nổ, bốc cháy
Chiếc phi cơ trên đường hướng về Quần đảo Canaria xảy ra va chạm, bốc cháy và nổ tung thành ngàn mảnh trong khi đang cất cánh từ phi trường Barajas ở Madrid, làm thiệt mạng 154 hành khách. Chỉ có 18 người còn sống sót. Chuyến bay bị nạn cất cánh trễ một tiếng do có trục trặc về kỹ thuật. Nhưng sau cùng thì nó cũng từ từ rời mặt đất, nhưng khi vừa đến cuối đường băng trong phi trường, xảy ra tiếng va chạm và phi cơ bùng nổ. Cảnh sát nói thi thể các nạn nhân còn nóng tới nỗi cảnh sát không thể chạm tay vào được. Các mảnh vỡ tan vụn tới nổi không còn nhận dạng ra được đó là các mảnh vỡ của một phi cơ. Những cột khói bốc lên cao ngút. Thủ tướng Tây Ban Nha vội vã bay về Madrid, bỏ dỡ giữa chừng kỳ nghỉ mát ở miền Nam Tây Ban Nha. Theo đại diện của hãng hàng không Spanair, phi cơ lúc đó đang chở 172 người gồm 162 hành khách và 10 phi hành đoàn. Hàng chục xe cứu thương đổ xô tới địa điểm giữa lúc các cột khói bốc lên từ xác chiếc máy bay.

## Máy bay
Đây là một chiếc McDonnell Douglas MD-82.Người phát ngôn của hãng Boeing, ông Jim Proulx, nói công ty sẽ gởi một đại diện đến giúp điều tra nguyên nhân vụ va chạm ngay lập tức nếu chính quyền Tây Ban Nha yêu cầu.
Chiếc McDonnell Douglas MD-82 17 năm tuổi đời, là một loại phi cơ thuộc nhóm Boeing MD-80 do hãng McDonnell Douglas sản xuất. Vào đầu năm 2008, hãng American Airlines phải hủy bỏ 3.000 chuyến bay sau khi chính phủ Hoa Kỳ yêu cầu hãng này hạ cánh toàn bộ các phi cơ thuộc nhóm MD-80 để kiểm tra kỹ thuật. Boeing mua lại McDonnell Douglas vào năm 1997, và ngừng sản xuất toàn bộ các loại MD-80 từ năm 1999.

## Lịch sử
Tai họa gây chết chóc nhiều nhất trong lịch sử hàng không xảy ra tại Tây Ban Nha vào năm 1977, hậu quả của một vụ đụng nhau trên phi đạo giữa hai chiếc Boeing 747 chở đầy người trên quần đảo Canaria. Tổng cộng 583 người thiệt mạng. Vào tháng 11 năm 1983. một chiếc Boeing 747-100 của hãng hàng không Avianca rơi gần Madrid khi máy bay chuẩn bị hạ cánh, giết chết 181 người.

## Kênh truyền hình
"Deadly Delay" (tạm dịch: "Sự chậm trễ chết chóc), một tập phim năm 2016 của Mayday (Air Crash Investigation), đã đưa tin về cuộc điều tra vụ tai nạn.